# Zalophus
Zalophus es un género de la familia Otariidae del orden de los carnívoros. Está compuesto por 3 especies, de las cuales una de ellas se ha extinguido en el siglo XX. El género comprende ambientes marinos y costeros del Océano Pacífico oriental, nororiental, y noroccidental.

## Especies
- Zalophus californianus: León marino de California (sinónimo: Zalophus californianus californianus).[2]
- Zalophus japonicus: León marino del Japón † (sinónimo: Zalophus californianus japonicus).[3]
- Zalophus wollebaeki: León marino de las Galápagos (sinónimo: Zalophus californianus wollebaeki).[4]

## Taxonomía
Durante mucho tiempo, los especialistas discutieron si los 3 taxones que componen este género serían tres especies plenas, monotípicas, o en cambio integran una sola especie con tres subespecies, en este último caso, por prioridad, sería de la especie Zalophus californianus. 
Ya en 1953, el zoólogo Erling Sivertsen creó una nueva clasificación orientativa, después de que investigara y catalogara de nuevo, en el Museo de Oslo, cráneos y restos arqueológicos, recogidos por el buque de expedición noruego MK Norvegia, entre 1928 y 1929.
Un estudio integral de genética molecular del Instituto de Genética de la Universidad de Colonia, del Instituto Max-Planck de Biología Evolutiva] en Plön, y del Departamento de Ciencias de la Conducta de la Universidad de Bielefeld, llegó a la conclusión 50 años más tarde de que los SNP de las mitocondrias y de los núcleos celulares apoyan una separación en tres especies.
Según sus «relojes moleculares», la rama del león marino de las islas Galápagos se apartó de la rama del león marino de California hace 2,3 (± 0,5) millones de años.  de manera que se debe partir de la idea de que es una especie independiente, máxime cuando en El estudio de la genética de la población del taxón de las Galápagos no presenta el clásico efecto de «cuello de botella», por lo que refuerza su condición de plena especie.

## Distribución geográfica

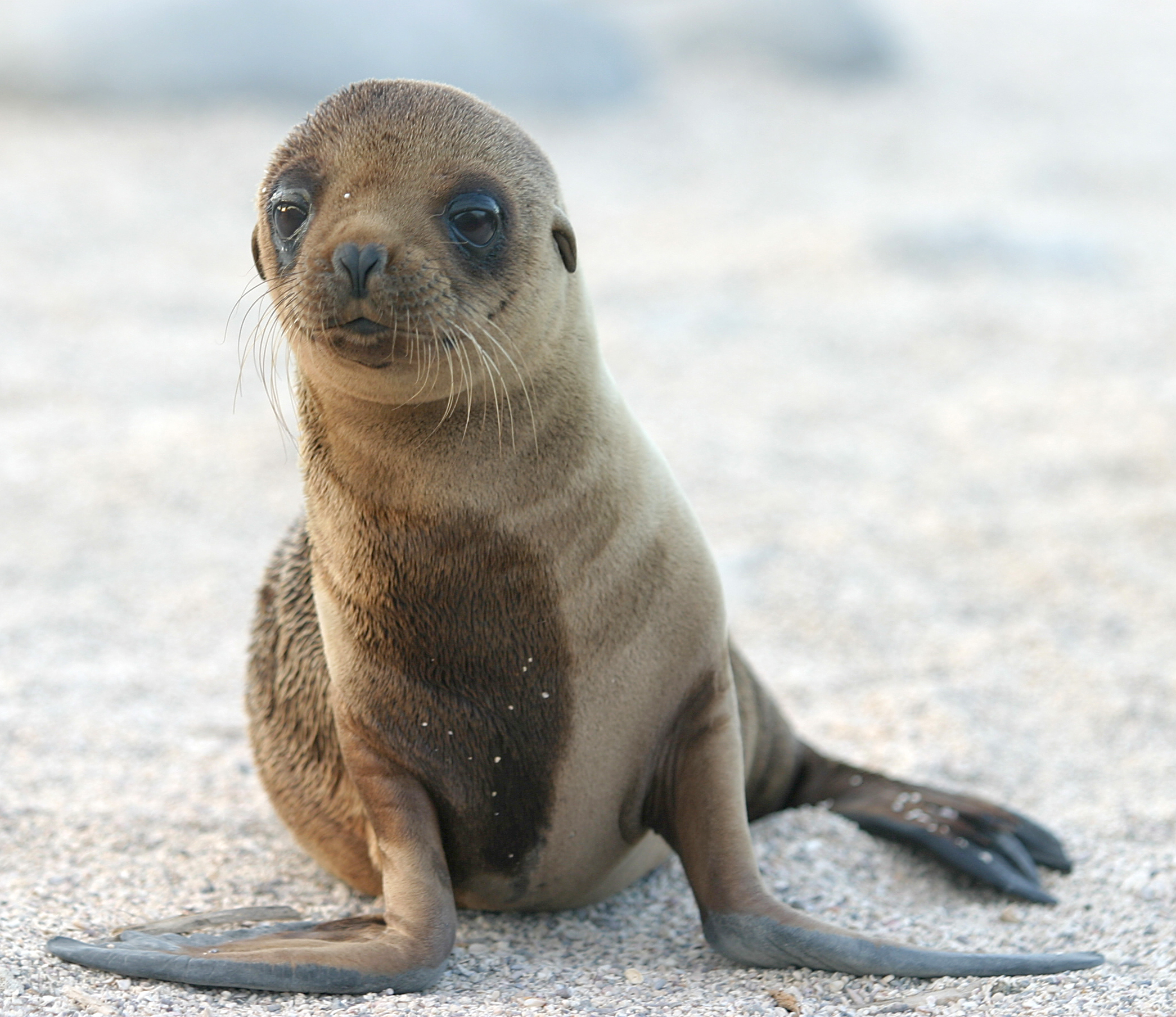
Cría de león marino de las Galápagos.

El león marino de California habita las costas e islas del océano Pacífico nororiental, desde Canadá hasta la península de Baja California en México.
El león marino de las Galápagos es endémico de las islas Galápagos, en el Pacífico oriental, situadas a unos 1000 km al oeste de las costas de Ecuador en América del Sur. Se encuentran en todo el archipiélago durante todo el año. Su población comprende unos 50 000 ejemplares.
El león marino del Japón habitaba las costas e islas que rodean el archipiélago del Japón, aunque la especie está extinta en la actualidad.

## Características
Estas especies presentan un notorio dimorfismo sexual, ya que los machos adultos tienen una cresta sagital pronunciada, y pesan, en la especie californiana, entre 300 y 380 kg con 240 cm de largo, y las hembras 80 a 120 kg con entre 180 y 200 cm. En la especie de Galápagos los machos pesan unos 250 kg con una longitud de 250 a 270 cm, mientras que las hembras pesan de 60 a 100 kg con un largo de entre 150 y 170 cm.
Tienen un cuerpo aerodinámico, con una capa de grasa debajo de la piel, para proporcionar calor y flotabilidad. El manto es de color castaño. Poseen ojos grandes que les ayudan a compensar los niveles bajos de la luz en el ambiente subacuático, mientras que sus bigotes incrementan su sentido del tacto. Las ventanas de la nariz se cierran automáticamente una vez tocan el agua. Sus aletas delanteras largas rotan hacia fuera para un mejor movimiento en tierra, y las propulsan hacia adelante en el agua, donde permanecen el mayor tiempo posible.

## Biología y ecología
Se alimentan de peces y moluscos. Son muy sociables y se los encuentra en grupos numerosos, en acantilados, costas, y hasta sobre construcciones humanas, como los muelles y bollas de navegación. 

## Reproducción
A diferencia de los osos marinos (Arctocephalus) los cuales que vive en un grupos sociales bien estructurados, las especies del género Zalophus forman grupos variables carentes de organización,
si bien los machos son también territoriales y suelen formar harenes de unas quince hembras cada uno. Los machos emiten fuertes sonidos para marcar el territorio. Usualmente se aparean entre mayo y enero según la especie. Las hembras paren sólo una cría la cual nace en tierra o agua luego de una gestación que dura de entre 342 y 365 días. Son los únicos mamíferos cuya leche no contiene lactosa. Las hembras destetan a sus crías pasados 11 o 12 meses, pero algunas amamantan a sus crías de un año de edad junto a las recién nacidas. 

## Galería

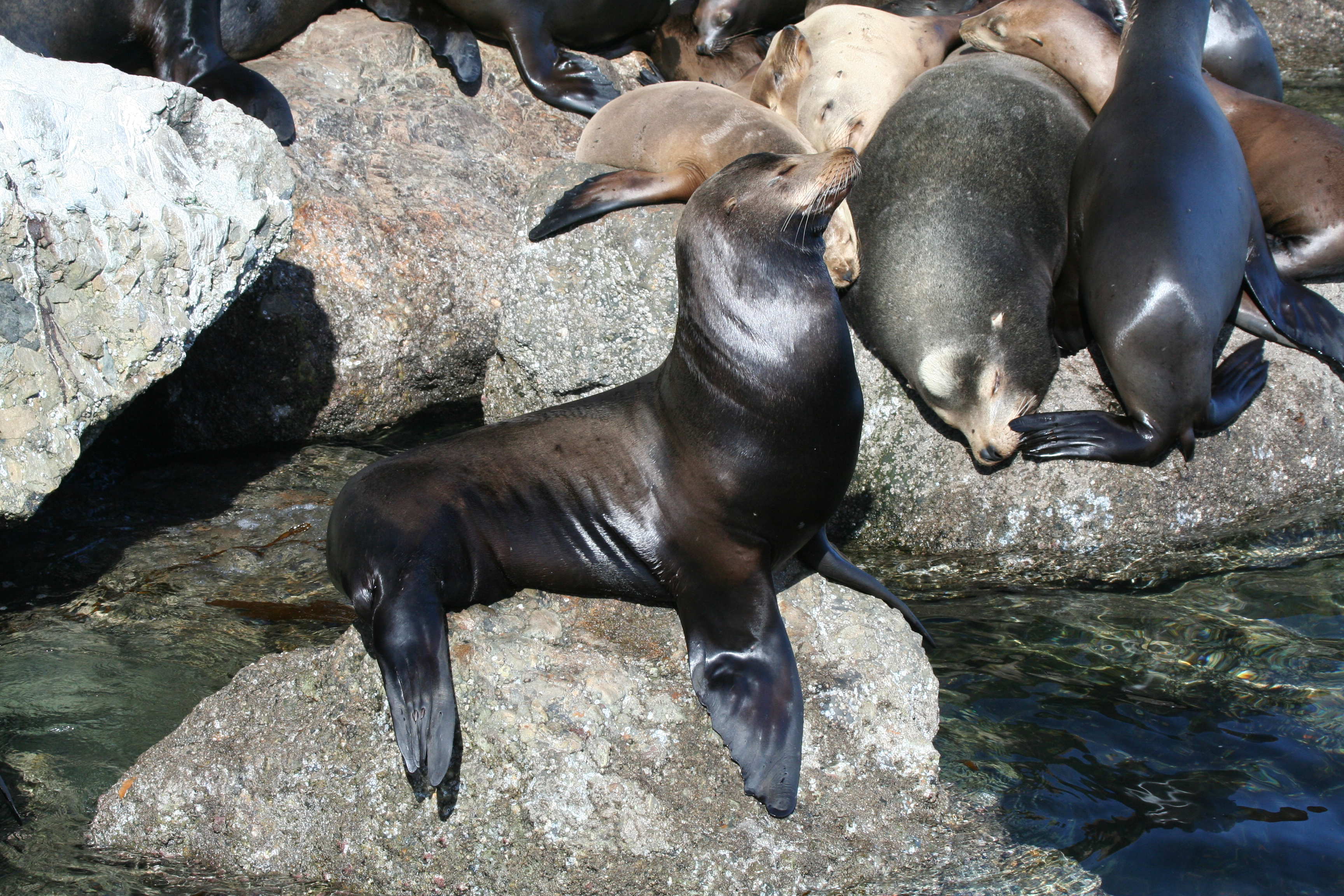
León marino de California
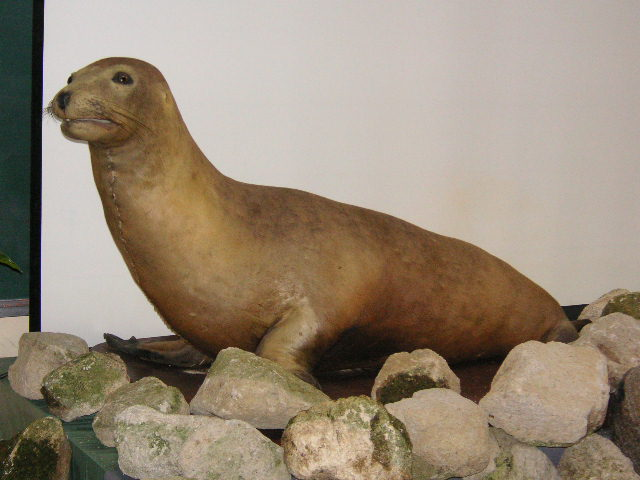
León marino del Japón
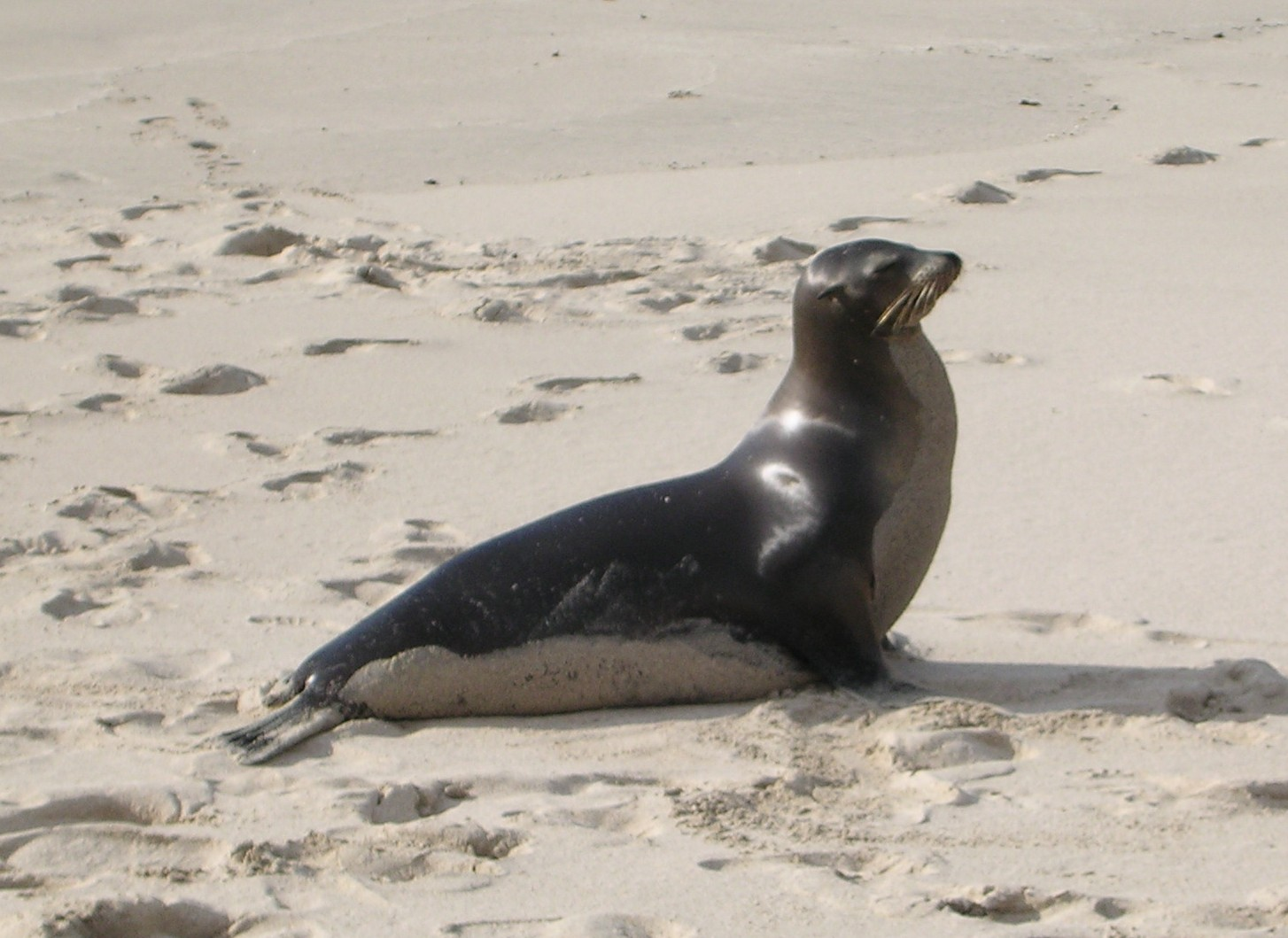
León marino de las Galápagos